# Richárd Guzmics
Richárd Guzmics [richárd guzmič] (* 16. dubna 1987, Szombathely) je maďarský fotbalový obránce a reprezentant, od ledna 2020 hráč maďarského mužstva Mezőkövesdi SE. Mimo Maďarsko působil na klubové úrovni v Polsku, Číně a na Slovensku. Nastupuje ve středu obrany, dominuje ve vzdušném prostoru a soubojích jeden na jednoho.

## Klubová kariéra
Je odchovanec Szombathelyi Haladásu, kde si v průběhu sezony 2004/05 odbyl premiéru v dresu "áčka", se kterým na jaře 2008 postoupil do nejvyšší soutěže. V průběhu podzimní části ročníku 2009/10 se s Szombathelyiem představil v předkolech Evropské ligy UEFA, kde nejprve maďarský klub postoupil přes celek Irtyš Pavlodar FK z Kazachstánu (výhra 1:0 a prohra 1:2) a následně vypadl se švédským týmem IF Elfsborg (prohra 0:3 a remíza 0:0). V Haladásu byl kapitánem mužstva a v maďarské nejvyšší soutěži odehrál celkem 168 střetnutí. V září 2014 přestoupil do polského klubu Wisla Krakov, kde hrál pravidelně v úvodní jedenáctce. V lednu 2017 odešel za 1 milion € do čínského mužstva Jen-pien Fu-te, kde bránil i známé hráče jako například Hulk, Ezequiel Lavezzi, Oscar, Paulinho nebo Axel Witsel. V Číně si zahrál tamní první i druhou ligu.

### ŠK Slovan Bratislava
V zimním přestupovém období ročníku 2018/19 měl nabídky z Číny, Maďarska i Polska. Nakonec však v lednu 2019 zamířil jako volný hráč (zadarmo) na Slovensko do Slovanu Bratislava, se kterým uzavřel roční kontrakt a v klubu doplnil stoperskou dvojici Kenan Bajrić - Vasil Božikov. Ligový debut v dresu "belasých" si odbyl v 19. kole hraném 16. 2. 2019 proti klubu FC DAC 1904 Dunajská Streda (výhra 1:0), na hrací plochu přišel v 85. minutě místo krajana Dávida Holmana. Se Slovanem získal 14. dubna 2019 po výhře 3:0 nad týmem MŠK Žilina šest kol před koncem sezony mistrovský titul. Slovan na jaře 2020 obhájil titul z předešlé sezony 2018/19. S "belasými" ve stejném ročníku triumfovali i ve slovenském poháru a získali tak „double“. Guzmics se na těchto úspěších částečně podílel. V mužstvu se příliš neprosadil, za necelý rok odehrál v lize 14 střetnutí.

### Mezőkövesdi SE
V říjnu 2019 uzavřel v předstihu kontrakt platný od zimy 2019/20 s maďarským celkem Mezőkövesdi SE, ke klubu se připojil 1. ledna 2020. Svůj první zápas v lize za Mezőkövesdi absolvoval v 17. kole 25. 1. 2020 v souboji s týmem Kisvárda FC (výhra 1:0), odehrál celý zápas. Na jaře 2020 nastoupil ke třem ligovým duelům.

## Klubové statistiky
Aktuální k 12. červenci 2020
| Sezona    | Klub                 | Soutěž            | Zápasy | Góly |
| --------- | -------------------- | ----------------- | ------ | ---- |
| 2004/2005 | Szombathelyi Haladás | Nem. bajnokság II | 7      | 0    |
| 2005/2006 | Szombathelyi Haladás | Nem. bajnokság II | 24     | 1    |
| 2006/2007 | Szombathelyi Haladás | Nem. bajnokság II | 25     | 2    |
| 2007/2008 | Szombathelyi Haladás | Nem. bajnokság II | 25     | 2    |
| 2008/2009 | Szombathelyi Haladás | Nem. bajnokság I  | 30     | 1    |
| 2009/2010 | Szombathelyi Haladás | Nem. bajnokság I  | 29     | 1    |
| 2010/2011 | Szombathelyi Haladás | Nem. bajnokság I  | 28     | 0    |
| 2011/2012 | Szombathelyi Haladás | OTP Bank liga     | 27     | 0    |
| 2012/2013 | Szombathelyi Haladás | OTP Bank liga     | 28     | 0    |
| 2013/2014 | Szombathelyi Haladás | OTP Bank liga     | 26     | 1    |
| 2014/2015 | Szombathelyi Haladás | OTP Bank liga     | 0      | 0    |
| 2014/2015 | Wisla Krakov         | Ekstraklasa       | 21     | 0    |
| 2015/2016 | Wisla Krakov         | Ekstraklasa       | 33     | 0    |
| 2016/2017 | Wisla Krakov         | Ekstraklasa       | 11     | 1    |
| 2017      | Jen-pien Fu-te       | Čínská Super Liga | 19     | 1    |
| 2018      | Jen-pien Fu-te       | Čínská League one | 18     | 1    |
| 2018/2019 | ŠK Slovan Bratislava | Fortuna liga      | 10     | 0    |
| 2019/2020 | ŠK Slovan Bratislava | Fortuna liga      | 4      | 0    |
| 2019/2020 | Mezőkövesdi SE       | OTP Bank liga     | 3      | 0    |

## Reprezentační kariéra
Richárd Guzmics je bývalý maďarský mládežnický reprezentant, nastupoval za výběry do 19 a 21 let.

### A-mužstvo
V A-mužstvu Maďarska debutoval 14. listopadu 2012 v přátelském zápase v Budapešti proti týmu Norska (prohra 0:2), na hřiště přišel v 72. minutě. Svůj první ligový gól za reprezentaci dal v utkání hraném 7. 9. 2015 v kvalifikační souboji s reprezentací Severního Irska (remíza 1:1), když v 74. minutě otevřel skóre střetnutí.

#### EURO 2016
S maďarským národním týmem slavil v listopadu 2015 postup z baráže na EURO 2016 ve Francii. Německý trenér maďarského národního týmu Bernd Storck jej zařadil do závěrečné 23členné nominace na EURO 2016 ve Francii. Maďaři se ziskem pěti bodů vyhráli základní skupinu F. V osmifinále proti Belgii se po porážce 0:4 rozloučili s turnajem. Guzmics odehrál na EURU všechny čtyři zápasu, ve kterých nechyběl na hřišti ani jednu minutu.

### Reprezentační zápasy
Zápasy Richárda Guzmicse v A-týmu maďarské reprezentace
| 2012               | 1  | 0 |
| 2013               | 6  | 0 |
| 2014               | 0  | 0 |
| 2015               | 5  | 1 |
| 2016               | 10 | 0 |
| 2017               | 4  | 1 |
| 2018               | 1  | 0 |
| Celkem             | 27 | 2 |
| Platí k 5. 2. 2019 |    |   |